# ليون ديغريل
ليون جوزيف ماري إجناس ديغريل 
نطق فرنسي: [dəgʁɛl]؛ 15 يونيو 1906 - 31 مارس 1994) كان سياسيًا بلجيكيًا وأحد أهم المتعاونين النازيين ومنكري المحرقة   من بلجيكا.  ارتفع على الساحة في الثلاثينات كزعيم للسلطوية الكاثوليكية حزب ركسست في بلجيكا.  أثناء الاحتلال الألماني في الحرب العالمية الثانية، التحق بالجيش الألماني وحارب في فيلق والون على الجبهة الشرقية. بعد انهيار النظام النازي، ذهب ديغريل إلى المنفى في إسبانيا الفرنسية حيث ظل شخصية بارزة في السياسة النازية الجديدة. توفي ما يقرب من 40 عامًا بعد الحكم عليه بالإعدام وفقدان جنسيته البلجيكية لتعاونه في عام 1944. 

## الترقيات
- شوتز (Rifleman) ، هير - 3 مارس 1942
- ملازم (ملازم) ، Heer - May 1943
- Untersturmführer (ملازم) ، Waffen SS - يونيو 1943
- هوبتستثرمفهرر (الكابتن) ، Waffen SS - 1 يناير 1944
- قائد وحدة الاعتداء (الرائد) ، Waffen SS - 20 أبريل 1944
- أوبرستورمبانفورر (المقدم) ، Waffen SS - c. يناير 1945
- شتاندارتن فوهرر (العقيد) ، Waffen SS - 20 أبريل 1945 [12]

## روابط خارجية
- ليون ديغريل على موقع الموسوعة البريطانية (الإنجليزية)
- ليون ديغريل على موقع مونزينجر (الألمانية)